# Dănești (Vaslui)
Pour les articles homonymes, voir Dănești.
Dănești est une commune roumaine située dans le județ de Vaslui.